# Position citoyenne
Position citoyenne (en ukrainien, Політична партія „Громадянська позиція“) est un parti politique ukrainien, fondé en mars 2005 sous le nom d'Ukraine forte. il a été renommé en 2010 et est dirigé par Anatoliy Hrytsenko.

## Histoire
Le 4 juin 2016, il intègre officiellement le parti européen Alliance des libéraux et des démocrates pour l'Europe.

## Résultats électoraux

### Élections présidentielles
| Année | Candidat           | Premier tour | Premier tour | Premier tour |
| Année | Candidat           | Voix         | %            | Rang         |
| ----- | ------------------ | ------------ | ------------ | ------------ |
| 2014  | Anatoliï Hrytsenko | 989 029      | 5,48         | 4e           |
| 2019  | Anatoliï Hrytsenko | 1 306 450    | 6,91         | 5e           |

### Élections législatives
Pour les élections législatives de 2014, il s'allie avec l'Alliance démocrate.
| Année | Voix  | Mandats | Rang | Gouvernement        |
| ----- | ----- | ------- | ---- | ------------------- |
| 2014  | 3,1 % | 0 / 450 | 10e  | Extra-parlementaire |
| 2019  | 1,0 % | 0 / 450 | 12e  | Extra-parlementaire |

### Élections locales
| Année | %    | Élus        | Rang |
| ----- | ---- | ----------- | ---- |
| 2020  | 0,32 | 135 / 42501 | 25e  |